# 2024年夏季奥林匹克运动会体操比赛
2024年夏季奥林匹克运动会体操比赛，是2024年夏季奥林匹克运动会的其中一个比赛大项，于2024年7月27日至8月10日在贝尔西体育馆（竞技体操和蹦床）和拉夏贝尔门竞技场（艺术体操）进行。比赛分为三个分项，分别是競技體操、艺术体操和蹦床。其中竞技体操14个小项，艺术体操2个小项，蹦床2个小项，三分项相加一共18个小项。

## 参赛资格
入选代表团的运动员必须符合奥林匹克宪章，持有有效的国际体操联合会许可证，并参加国际体操联合会指定的比赛。

### 竞技体操
国际体操联合会计划在竞技体操分项上分配共计192个参赛名额（男女各96个），与上届比赛相比少4个。每队参赛人数方面，该届比赛与上届相比也有调整。在其中一个性别上获得团体全能席位的代表团，可在该性别上最多派出5名选手参赛，这5名选手均可参加团体小项和个人小项；在其中一个性别上未能获得团体全能席位的代表团，可在该性别上最多派出3名选手参赛。
选手年龄限制方面，入选代表团的男运动员必须在2006年12月31日或之前出生，女运动员则必须在2008年12月31日或之前出生。如果一名男运动员在其2024年所参加的第一场比赛前被认定为青少年选手，则该运动员无法参加该届奥运。
| 資格來源                                                           | 出線資格                             | 出線名額                          | 男子 | 男子                                                                   | 女子 | 女子                                                        | 備註 |
| 資格來源                                                           | 出線資格                             | 出線名額                          | 個人名額 | 團體名額                                                               | 個人名額 | 團體名額                                                    | 備註 |
| ------------------------------------------------------------------ | ------------------------------------ | --------------------------------- | --- | ---------------------------------------------------------------------- | --- | ----------------------------------------------------------- | --- |
| 2022年世界竞技体操锦标赛 · 2022年10月29日至11月6日 · 英国利物浦    | 团体前3名                            | 15个男子参赛名额 15个女子参赛名额 | 中国（5） · 日本（5） · 英国（5）                                                                                   | 中国 · 日本 · 英国                                                     | 美国（5） · 英国（5） · 加拿大（5） | 美国 · 英国 · 加拿大                                        | 空出的席位根据2023年世界锦标赛对应性别团体全能的名次递补。 放弃团体资格的队伍无法自动获得对应性别的任何个人名额，必须凭借实力争取个人名额（主办国法国除外）。 若主办国法国放弃团体全能资格，该国可确保在对应性别上获得至少一个个人名额。 |
| 2023年世界竞技体操锦标赛 · 2023年9月30日至10月8日 · 比利时安特卫普 | 团体前9名                            | 45个男子参赛名额 45个女子参赛名额 | 美国（5） · 加拿大（5） · 德国（5） · 意大利（5） · 瑞士（5） · 西班牙（5） · 土耳其（5） · 荷兰（5） · 乌克兰（5） | 美国 · 加拿大 · 德国 · 意大利 · 瑞士 · 西班牙 · 土耳其 · 荷兰 · 乌克兰 | 中国（5） · 巴西（5） · 意大利（5） · 荷兰（5） · 法国（5） · 日本（5） · （5） · 罗马尼亚（5） · 韩国（5） | 中国 · 巴西 · 意大利 · 荷兰 · 法国 · 日本 · 罗马尼亚 · 韩国 | 不包含已经透过2022年世界锦标赛获得资格的队伍。 空出的席位根据名次递补。 放弃团体资格的队伍无法自动对应性别的任何个人名额，必须凭借实力争取个人名额（主办国法国除外）。 若主办国法国放弃团体全能资格，该国可确保在对应性别上获得至少一个个人名额。 |
| 2023年世界竞技体操锦标赛 · 2023年9月30日至10月8日 · 比利时安特卫普 | 团体第10至12名                       | 3个男子参赛名额 3个女子参赛名额   | 巴西（1） · 韩国（1） · 比利时（1）                                                                                 | 不適用                                                                 | 德国（1） · 墨西哥（1） · 匈牙利（1） | 不適用                                                      | 距离透过2023年世界锦标赛获得团体资格仅差一至三个名次的代表团可在对应性别上获得一个个人名额。 不包含已经透过2022年和2023年世界锦标赛获得团体资格的队伍。 空出的名额根据对应性别的团体全能排名递补。 |
| 2023年世界竞技体操锦标赛 · 2023年9月30日至10月8日 · 比利时安特卫普 | 男子个人全能前8名 女子个人全能前14名 | 9个男子参赛名额 15个女子参赛名额  | （1） · 以色列（1） · 亚美尼亚（1） · 匈牙利（1） · 韩国（1） · 巴西（1） · 比利时（1） · 罗马尼亚（1） · （1）     | 不適用                                                                 | 阿尔及利亚（1） · 德国（1） · 墨西哥（1） · 葡萄牙（1） · 菲律宾（1） · 匈牙利（1） · 西班牙（1） · 乌克兰（1） · 瑞士（1） · 巴拿马（1） · 南非（1） · 捷克（1） · 以色列（1） · 斯洛文尼亚（1） · 印度尼西亚（1） | 不適用                                                      | 已经获得团体席位的代表团不能通过此途径获得额外个人席位。 每个代表团在同一性别上通过此途径最多能获得的名额数为一个。 空出的名额会根据名次递补。 |
| 2023年世界竞技体操锦标赛 · 2023年9月30日至10月8日 · 比利时安特卫普 | 自由体操首名                         | 1个男子参赛名额 1个女子参赛名额   | 菲律宾（1） | 不適用                                                                 | 德国（1） | 不適用                                                      | 只有未在对应性别上获得团体席位的代表团才能通过此途径获得名额。 先前已透过2023年世界锦标赛个人全能项目帮助代表团争取到名额的选手无法透过同赛事单项项目再为代表团争取名额。 每个代表团在同一性别上通过同一途径最多能获得的席位数为一个。 空出的名额会根据名次递补。 |
| 2023年世界竞技体操锦标赛 · 2023年9月30日至10月8日 · 比利时安特卫普 | 跳马首名                             | 1个男子参赛名额 1个女子参赛名额   | 保加利亚（1） | 不適用                                                                 | 匈牙利（1） | 不適用                                                      | 只有未在对应性别上获得团体席位的代表团才能通过此途径获得名额。 先前已透过2023年世界锦标赛个人全能项目帮助代表团争取到名额的选手无法透过同赛事单项项目再为代表团争取名额。 每个代表团在同一性别上通过同一途径最多能获得的席位数为一个。 空出的名额会根据名次递补。 |
| 2023年世界竞技体操锦标赛 · 2023年9月30日至10月8日 · 比利时安特卫普 | 鞍马首名                             | 1个男子参赛名额                   | 爱尔兰（1） | 不適用                                                                 | 不適用 | 不適用                                                      | 只有未在对应性别上获得团体席位的代表团才能通过此途径获得名额。 先前已透过2023年世界锦标赛个人全能项目帮助代表团争取到名额的选手无法透过同赛事单项项目再为代表团争取名额。 每个代表团在同一性别上通过同一途径最多能获得的席位数为一个。 空出的名额会根据名次递补。 |
| 2023年世界竞技体操锦标赛 · 2023年9月30日至10月8日 · 比利时安特卫普 | 吊环首名                             | 1个男子参赛名额                   | 希腊（1） | 不適用                                                                 | 不適用 | 不適用                                                      | 只有未在对应性别上获得团体席位的代表团才能通过此途径获得名额。 先前已透过2023年世界锦标赛个人全能项目帮助代表团争取到名额的选手无法透过同赛事单项项目再为代表团争取名额。 每个代表团在同一性别上通过同一途径最多能获得的席位数为一个。 空出的名额会根据名次递补。 |
| 2023年世界竞技体操锦标赛 · 2023年9月30日至10月8日 · 比利时安特卫普 | 双杠首名                             | 1个男子参赛名额                   | 比利时（1） | 不適用                                                                 | 不適用 | 不適用                                                      | 只有未在对应性别上获得团体席位的代表团才能通过此途径获得名额。 先前已透过2023年世界锦标赛个人全能项目帮助代表团争取到名额的选手无法透过同赛事单项项目再为代表团争取名额。 每个代表团在同一性别上通过同一途径最多能获得的席位数为一个。 空出的名额会根据名次递补。 |
| 2023年世界竞技体操锦标赛 · 2023年9月30日至10月8日 · 比利时安特卫普 | 单杠首名                             | 1个男子参赛名额                   | 克罗地亚（1） | 不適用                                                                 | 不適用 | 不適用                                                      | 只有未在对应性别上获得团体席位的代表团才能通过此途径获得名额。 先前已透过2023年世界锦标赛个人全能项目帮助代表团争取到名额的选手无法透过同赛事单项项目再为代表团争取名额。 每个代表团在同一性别上通过同一途径最多能获得的席位数为一个。 空出的名额会根据名次递补。 |
| 2023年世界竞技体操锦标赛 · 2023年9月30日至10月8日 · 比利时安特卫普 | 高低杠首名                           | 1个女子参赛名额                   | 不適用 | 不適用                                                                 | 墨西哥（1） | 不適用                                                      | 只有未在对应性别上获得团体席位的代表团才能通过此途径获得名额。 先前已透过2023年世界锦标赛个人全能项目帮助代表团争取到名额的选手无法透过同赛事单项项目再为代表团争取名额。 每个代表团在同一性别上通过同一途径最多能获得的席位数为一个。 空出的名额会根据名次递补。 |
| 2023年世界竞技体操锦标赛 · 2023年9月30日至10月8日 · 比利时安特卫普 | 平衡木首名                           | 1个女子参赛名额                   | 不適用 | 不適用                                                                 | 西班牙（1） | 不適用                                                      | 只有未在对应性别上获得团体席位的代表团才能通过此途径获得名额。 先前已透过2023年世界锦标赛个人全能项目帮助代表团争取到名额的选手无法透过同赛事单项项目再为代表团争取名额。 每个代表团在同一性别上通过同一途径最多能获得的席位数为一个。 空出的名额会根据名次递补。 |
| 2023年泛美運動會 · 2023年10月20日至11月5日 · 智利圣地亚哥          | 个人全能首名                         | 1个男子参赛名额 1个女子参赛名额   | （1） | 不適用                                                                 | 哥伦比亚（1） | 不適用                                                      | 已在对应性别上获得至少3个名额的代表团无法透过各大洲锦标赛在对应性别上获得任何名额。 曾帮助所属代表团通过2023年世界锦标赛全能或单项项目争取到参赛名额的选手无法通过此途径再为所属代表团争取奥运名额。 一般空出的名额根据排名递补，若对应大洲锦标赛未能进行，则空出的名额根据最近一届已举办的大洲锦标赛个人全能资格赛排名重新分配。                                           |
| 2024年竞技体操单项世界杯系列赛积分排名 2024年1月至4月              | 自由体操前2名                        | 2个男子参赛名额 2个女子参赛名额   | 韩国（1） · 克罗地亚（1）                                                                                           | 不適用                                                                 | 奥地利（1） · 西班牙（1） | 不適用                                                      | 已在对应性别上获得至少3个名额的代表团无法透过该赛事在对应性别上获得任何名额。 曾帮助所属代表团通过2023年世界锦标赛全能或单项项目争取到参赛名额的选手无法通过此途径再为所属代表团争取奥运名额。 空出的名额会按照同一单项的名次递补。 如果世界杯系列赛未能进行，空出的名额会根据距离奥运正赛最近的体操世界杯系列赛之排名进行分配。                                            |
| 2024年竞技体操单项世界杯系列赛积分排名 2024年1月至4月              | 跳马前2名                            | 2个男子参赛名额 2个女子参赛名额   | 中国香港（1） · 伊朗（1）                                                                                           | 不適用                                                                 | 朝鲜（1） · 保加利亚（1） | 不適用                                                      | 已在对应性别上获得至少3个名额的代表团无法透过该赛事在对应性别上获得任何名额。 曾帮助所属代表团通过2023年世界锦标赛全能或单项项目争取到参赛名额的选手无法通过此途径再为所属代表团争取奥运名额。 空出的名额会按照同一单项的名次递补。 如果世界杯系列赛未能进行，空出的名额会根据距离奥运正赛最近的体操世界杯系列赛之排名进行分配。                                            |
| 2024年竞技体操单项世界杯系列赛积分排名 2024年1月至4月              | 鞍马前2名                            | 2个男子参赛名额                   | 约旦（1） · （1）                                                                                                   | 不適用                                                                 | 不適用 | 不適用                                                      | 已在对应性别上获得至少3个名额的代表团无法透过该赛事在对应性别上获得任何名额。 曾帮助所属代表团通过2023年世界锦标赛全能或单项项目争取到参赛名额的选手无法通过此途径再为所属代表团争取奥运名额。 空出的名额会按照同一单项的名次递补。 如果世界杯系列赛未能进行，空出的名额会根据距离奥运正赛最近的体操世界杯系列赛之排名进行分配。                                            |
| 2024年竞技体操单项世界杯系列赛积分排名 2024年1月至4月              | 吊环前2名                            | 2个男子参赛名额                   | 亚美尼亚（1） · 法国（1）                                                                                           | 不適用                                                                 | 不適用 | 不適用                                                      | 已在对应性别上获得至少3个名额的代表团无法透过该赛事在对应性别上获得任何名额。 曾帮助所属代表团通过2023年世界锦标赛全能或单项项目争取到参赛名额的选手无法通过此途径再为所属代表团争取奥运名额。 空出的名额会按照同一单项的名次递补。 如果世界杯系列赛未能进行，空出的名额会根据距离奥运正赛最近的体操世界杯系列赛之排名进行分配。                                            |
| 2024年竞技体操单项世界杯系列赛积分排名 2024年1月至4月              | 双杠前2名                            | 2个男子参赛名额                   | 哥伦比亚（1） · （1）                                                                                               | 不適用                                                                 | 不適用 | 不適用                                                      | 已在对应性别上获得至少3个名额的代表团无法透过该赛事在对应性别上获得任何名额。 曾帮助所属代表团通过2023年世界锦标赛全能或单项项目争取到参赛名额的选手无法通过此途径再为所属代表团争取奥运名额。 空出的名额会按照同一单项的名次递补。 如果世界杯系列赛未能进行，空出的名额会根据距离奥运正赛最近的体操世界杯系列赛之排名进行分配。                                            |
| 2024年竞技体操单项世界杯系列赛积分排名 2024年1月至4月              | 单杠前2名                            | 2个男子参赛名额                   | 中华台北（1） · 立陶宛（1）                                                                                         | 不適用                                                                 | 不適用 | 不適用                                                      | 已在对应性别上获得至少3个名额的代表团无法透过该赛事在对应性别上获得任何名额。 曾帮助所属代表团通过2023年世界锦标赛全能或单项项目争取到参赛名额的选手无法通过此途径再为所属代表团争取奥运名额。 空出的名额会按照同一单项的名次递补。 如果世界杯系列赛未能进行，空出的名额会根据距离奥运正赛最近的体操世界杯系列赛之排名进行分配。                                            |
| 2024年竞技体操单项世界杯系列赛积分排名 2024年1月至4月              | 高低杠前2名                          | 2个女子参赛名额                   | 不適用 | 不適用                                                                 | 新西兰（1） · 菲律宾（1） | 不適用                                                      | 已在对应性别上获得至少3个名额的代表团无法透过该赛事在对应性别上获得任何名额。 曾帮助所属代表团通过2023年世界锦标赛全能或单项项目争取到参赛名额的选手无法通过此途径再为所属代表团争取奥运名额。 空出的名额会按照同一单项的名次递补。 如果世界杯系列赛未能进行，空出的名额会根据距离奥运正赛最近的体操世界杯系列赛之排名进行分配。                                            |
| 2024年竞技体操单项世界杯系列赛积分排名 2024年1月至4月              | 平衡木前2名                          | 2个女子参赛名额                   | 不適用 | 不適用                                                                 | 比利时（1） · 中华台北（1） | 不適用                                                      | 已在对应性别上获得至少3个名额的代表团无法透过该赛事在对应性别上获得任何名额。 曾帮助所属代表团通过2023年世界锦标赛全能或单项项目争取到参赛名额的选手无法通过此途径再为所属代表团争取奥运名额。 空出的名额会按照同一单项的名次递补。 如果世界杯系列赛未能进行，空出的名额会根据距离奥运正赛最近的体操世界杯系列赛之排名进行分配。                                            |
| 2024年欧洲竞技体操锦标赛 · 2024年4月24日至5月5日 · 義大利里米尼    | 个人全能首名                         | 1个男子参赛名额 1个女子参赛名额   | 塞浦路斯（1） | 不適用                                                                 | 比利时（1） | 不適用                                                      | 已在对应性别上获得至少3个名额的代表团无法透过各大洲锦标赛在对应性别上获得任何名额。 曾帮助所属代表团通过2023年世界锦标赛全能或单项项目，或2024年竞技体操单项世界杯系列赛积分排名争取到参赛名额的选手无法通过此途径再为所属代表团争取奥运名额。 一般空出的名额根据排名递补，若对应大洲锦标赛未能进行，则空出的名额根据最近一届已举办的大洲锦标赛个人全能资格赛排名重新分配。 |
| 2024年非洲竞技体操锦标赛 · 2024年5月3日至6日 · 摩洛哥马拉喀什      | 个人全能首名                         | 1个男子参赛名额 1个女子参赛名额   | 埃及（1） | 不適用                                                                 | 埃及（1） | 不適用                                                      | 已在对应性别上获得至少3个名额的代表团无法透过各大洲锦标赛在对应性别上获得任何名额。 曾帮助所属代表团通过2023年世界锦标赛全能或单项项目，或2024年竞技体操单项世界杯系列赛积分排名争取到参赛名额的选手无法通过此途径再为所属代表团争取奥运名额。 一般空出的名额根据排名递补，若对应大洲锦标赛未能进行，则空出的名额根据最近一届已举办的大洲锦标赛个人全能资格赛排名重新分配。 |
| 2024年亚洲竞技体操锦标赛 · 2024年5月16日至26日 · 塔什干            | 个人全能首名                         | 1个男子参赛名额 1个女子参赛名额   | （1） | 不適用                                                                 | 菲律宾（1） | 不適用                                                      | 已在对应性别上获得至少3个名额的代表团无法透过各大洲锦标赛在对应性别上获得任何名额。 曾帮助所属代表团通过2023年世界锦标赛全能或单项项目，或2024年竞技体操单项世界杯系列赛积分排名争取到参赛名额的选手无法通过此途径再为所属代表团争取奥运名额。 一般空出的名额根据排名递补，若对应大洲锦标赛未能进行，则空出的名额根据最近一届已举办的大洲锦标赛个人全能资格赛排名重新分配。 |
| 2024年大洋洲竞技体操锦标赛 · 2024年5月25日至26日 · 新西兰奥克兰    | 个人全能首名                         | 1个男子参赛名额 0个女子参赛名额   | （1） | 不適用                                                                 | 新西兰（1） | 不適用                                                      | 已在对应性别上获得至少3个名额的代表团无法透过各大洲锦标赛在对应性别上获得任何名额。 曾帮助所属代表团通过2023年世界锦标赛全能或单项项目，或2024年竞技体操单项世界杯系列赛积分排名争取到参赛名额的选手无法通过此途径再为所属代表团争取奥运名额。 一般空出的名额根据排名递补，若对应大洲锦标赛未能进行，则空出的名额根据最近一届已举办的大洲锦标赛个人全能资格赛排名重新分配。 |
| 主辦國 · 2017年9月13日 · 秘魯利马                                  | 不適用                               | 0个男子参赛名额 0个女子参赛名额   | — | 不適用                                                                 | — | 不適用                                                      | 如果主办国法国放弃名额或者已经通过其他途径获得名额，该名额会被空出。 空出的主办国名额会根据2023年世界锦标赛对应性别个人全能项目的名次递补。 |
| 外卡                                                               | 不適用                               | 1个男子参赛名额 1个女子参赛名额   | 叙利亚（1） | 不適用                                                                 | 海地（1） | 不適用                                                      | 各个有资格申请外卡的国家/地区奥委会需要于2023日10月1日或之前提交提名名单。 空出的外卡名额会根据2023年世界锦标赛对应性别个人全能项目的名次递补。 |
| 总计                                                               |                                      |                                   | 96 | 12                                                                     | 95 | 12                                                          | |

### 艺术体操
国际体操联合会计划在艺术体操分项上分配24个个人全能名额，及14个团体全能席位（每队5人），与上届比赛相比，个人全能名额数减少2个，团体全能席位数则保持不变。每个代表团最多可在个人全能小项上派出2名选手参赛，及在团体全能小项上派出1队共5名选手参赛。
选手年龄限制方面，入选代表团的运动员必须在2008年12月31日或之前出生。
| 資格來源                                                          | 出線資格                         | 出線名額                         | 个人全能 | 团体全能                                    | 備註 |
| ----------------------------------------------------------------- | -------------------------------- | -------------------------------- | --- | ------------------------------------------- | --- |
| 2022年世界艺术体操锦标赛 · 2022年9月14日至18日 · 保加利亚索菲亚   | 个人全能前3名 团体全能前3名      | 3个个人参赛名额 3个团体参赛名额  | 意大利 · 德国 · 保加利亚 | 保加利亚 · 以色列 · 西班牙                  | 空出的席位会根据2023年世界锦标赛对应项目的名次重新分配。 |
| 2023年世界艺术体操锦标赛 · 2023年8月23日至27日 · 西班牙瓦倫西亞   | 个人全能预赛前14名 团体全能前5名 | 15个个人参赛名额 6个团体参赛名额 | 保加利亚 · 斯洛文尼亚 · 西班牙 · 以色列 · 乌克兰 · 德国 · 匈牙利 · 阿塞拜疆 · 法国 · 巴西 · 意大利 · 西班牙 · 罗马尼亚 · 中国 | 中国 · 意大利 · 乌克兰 · 巴西 · 法国 · 德国 | 空出的席位会根据同一项目的名次重新分配。 |
| 2023年泛美運動會 · 2023年10月20日至11月5日 · 智利圣地亚哥         | 个人全能首名 团体全能首名        | 1个个人参赛名额 1个团体参赛名额  | 美国 | 墨西哥                                      | 任何空出的席位都会根据同赛事对应项目的名次，重新分配给未在对应项目上透过先前途径获得任何席位的代表团。 若同一赛事某一项目已经没有可以分配的席位，或者大洲锦标赛未能举办，则空出的席位会根据2023年世界锦标赛对应项目的名次，重新分配给未在对应项目上透过先前途径获得任何席位的代表团，不分大洲。 |
| 2024年非洲艺术体操锦标赛 · 2024年4月25日至26日 · 卢旺达基加利     | 个人全能首名 团体全能首名        | 1个个人参赛名额 1个团体参赛名额  | 埃及 | 埃及                                        | 任何空出的席位都会根据同赛事对应项目的名次，重新分配给未在对应项目上透过先前途径获得任何席位的代表团。 若同一赛事某一项目已经没有可以分配的席位，或者大洲锦标赛未能举办，则空出的席位会根据2023年世界锦标赛对应项目的名次，重新分配给未在对应项目上透过先前途径获得任何席位的代表团，不分大洲。 |
| 2024年亚洲艺术体操锦标赛 · 2024年5月2日至4日 · 塔什干             | 个人全能首名 团体全能首名        | 1个个人参赛名额 1个团体参赛名额  | |                                             | 任何空出的席位都会根据同赛事对应项目的名次，重新分配给未在对应项目上透过先前途径获得任何席位的代表团。 若同一赛事某一项目已经没有可以分配的席位，或者大洲锦标赛未能举办，则空出的席位会根据2023年世界锦标赛对应项目的名次，重新分配给未在对应项目上透过先前途径获得任何席位的代表团，不分大洲。 |
| 2024年大洋洲艺术体操锦标赛 · 2024年5月22日至26日 · 匈牙利布达佩斯 | 个人全能首名 团体全能首名        | 1个个人参赛名额 1个团体参赛名额  | |                                             | 任何空出的席位都会根据同赛事对应项目的名次，重新分配给未在对应项目上透过先前途径获得任何席位的代表团。 若同一赛事某一项目已经没有可以分配的席位，或者大洲锦标赛未能举办，则空出的席位会根据2023年世界锦标赛对应项目的名次，重新分配给未在对应项目上透过先前途径获得任何席位的代表团，不分大洲。 |
| 2024年欧洲艺术体操锦标赛 · 2024年5月22日至26日 · 匈牙利布达佩斯   | 个人全能首名 团体全能首名        | 1个个人参赛名额 1个团体参赛名额  | 塞浦路斯 | 阿塞拜疆                                    | 任何空出的席位都会根据同赛事对应项目的名次，重新分配给未在对应项目上透过先前途径获得任何席位的代表团。 若同一赛事某一项目已经没有可以分配的席位，或者大洲锦标赛未能举办，则空出的席位会根据2023年世界锦标赛对应项目的名次，重新分配给未在对应项目上透过先前途径获得任何席位的代表团，不分大洲。 |
| 主辦國 · 2017年9月13日 · 秘魯利马                                 | 不適用                           | 0个个人参赛名额 0个团体参赛名额  | — | —                                           | 如果主办国法国放弃名额或者已经通过其他途径获得名额，该名额会被空出。 空出的主办国席位会根据2023年世界锦标赛对应项目的名次，重新分配给未在对应项目上透过先前途径（包括2022年世界锦标赛、2023年世界锦标赛、所属大洲锦标赛）获得任何席位的代表团。                                                 |
| 外卡                                                              | 不適用                           | 1个个人参赛名额                  | 老挝 | 不適用                                      | 各个有资格申请外卡的国家/地区奥委会需要于2023日10月1日或之前提交提名名单。 空出的外卡席位会根据2023年世界锦标赛个人全能项目的名次，重新分配给未在个人全能项目上透过先前途径（包括2022年世界锦标赛、2023年世界锦标赛、所属大洲锦标赛）获得任何席位的代表团。                                     |
| 总计                                                              |                                  |                                  | 24 | 14 (70)                                     | |

### 蹦床
国际体操联合会计划在蹦床分项上分配共计32个个人名额（男女各16个），与往届比赛保持一致。每个代表团最多可在蹦床分项上派出两名男选手和两名女选手参赛。国际体操联合会在分配席位时会确保每性别最多只有三个代表团获得两个席位，其余代表团均最多只能获得一个席位。
选手年龄限制方面，入选代表团的运动员必须在2007年12月31日或之前出生。
| 資格來源                                                    | 出線資格   | 出線名額                          | 男子                                                                                         | 女子 | 備註 |
| ----------------------------------------------------------- | ---------- | --------------------------------- | -------------------------------------------------------------------------------------------- | --- | --- |
| 2023年泛美運動會 · 2023年10月20日至11月5日 · 智利圣地亚哥   | 首名       | 0个男子参赛名额 0个女子参赛名额   | —                                                                                            | — | 各大洲资格赛仅当对应大洲无代表团通过2023年世界锦标赛或2023年至2024年蹦床世界杯系列赛获得任一性别的席位时才会提供席位。 每个大洲资格赛最多仅分配一个席位，不分性别。 决定各大洲资格赛席位所属性别的方式为：首先计算2023年世界锦标赛对应性别个人网上项目资格赛第二轮前12名选手的平均分，再算出对应大洲锦标赛男子首名和女子首名选手的决赛分数与对应性别世界锦标赛平均分之差，平均分之差更优先的性别优先获得席位。 任何空出的席位都会根据2023年至2024年蹦床世界杯系列赛对应性别项目的积分排名递补。 |
| 2023年世界蹦床锦标赛 · 2023年11月9日至19日 · 英国伯明翰     | 前8名      | 5个男子参赛名额 5个女子参赛名额   | 中国 · 奥地利 · 日本 · 英国 · 葡萄牙                                                         | 中国 · 巴西 · 加拿大 · 美国 · 英国                                                                               | 只有晋级对应项目决赛的代表团才能通过此途径获得席位。 每个代表团在同一性别上通过此途径最多能获得的席位数为一个。 如果某一性别项目在此途径分配的席位数不足8个，空出的席位会根据2023年至2024年蹦床世界杯系列赛对应性别项目的积分排名递补。 如果同一代表团在某一性别上有两名选手进入决赛，则资格赛第二轮中排名较高的选手视为帮助所属代表团获得席位的选手。 |
| 2023年至2024年蹦床世界杯系列赛积分排名 2023年2月至2024年4月 | 最低前12名 | 11个男子参赛名额 10个女子参赛名额 | 中国 · 个人中立运动员（白俄罗斯） · 新西兰 · 法国 · 巴西 · 美国 · 西班牙 · 哥伦比亚 · 德国 · | 中国 · 英国 · 个人中立运动员（俄罗斯） · 日本 · 法国 · 新西兰 · 西班牙 · 阿塞拜疆 · 个人中立运动员（白俄罗斯） · | 曾帮助所属代表团通过2023年世界锦标赛获得参赛席位的选手无法通过此途径为所属代表团争取奥运席位。 每个代表团在同一性别上通过此途径最多能获得的席位数为一个。 一个代表团欲在某一性别上获得第二个席位，必须在已通过2023年世界锦标赛争取到第一个席位的前提下，在世界杯积分排名上位列前三位。 任何空出的席位会根据名次递补。 如果世界杯系列赛未能举行，空出的席位会根据2023年世界锦标赛对应性别项目资格赛的名次递补。                                                                                  |
| 2024年欧洲蹦床锦标赛 · 2024年4月3日至7日 · 葡萄牙基馬拉斯   | 首名       | 0个男子参赛名额 0个女子参赛名额   | —                                                                                            | — | 各大洲资格赛仅当对应大洲无代表团通过2023年世界锦标赛或2023年至2024年蹦床世界杯系列赛获得任一性别的席位时才会提供席位。 每个大洲资格赛最多仅分配一个席位，不分性别。 决定各大洲资格赛席位所属性别的方式为：首先计算2023年世界锦标赛对应性别个人网上项目资格赛第二轮前12名选手的平均分，再算出对应大洲锦标赛男子首名和女子首名选手的决赛分数与对应性别世界锦标赛平均分之差，平均分之差更优先的性别优先获得席位。 任何空出的席位都会根据2023年至2024年蹦床世界杯系列赛对应性别项目的积分排名递补。 |
| 2024年非洲蹦床锦标赛 · 2024年5月10日至11日 · 突尼西亞比塞大 | 首名       | 0个男子参赛名额 1个女子参赛名额   | —                                                                                            | 埃及 | 各大洲资格赛仅当对应大洲无代表团通过2023年世界锦标赛或2023年至2024年蹦床世界杯系列赛获得任一性别的席位时才会提供席位。 每个大洲资格赛最多仅分配一个席位，不分性别。 决定各大洲资格赛席位所属性别的方式为：首先计算2023年世界锦标赛对应性别个人网上项目资格赛第二轮前12名选手的平均分，再算出对应大洲锦标赛男子首名和女子首名选手的决赛分数与对应性别世界锦标赛平均分之差，平均分之差更优先的性别优先获得席位。 任何空出的席位都会根据2023年至2024年蹦床世界杯系列赛对应性别项目的积分排名递补。 |
| 2024年亚洲蹦床锦标赛 · 2024年5月11日至12日 · 香港           | 首名       | 0个男子参赛名额 0个女子参赛名额   | —                                                                                            | — | 各大洲资格赛仅当对应大洲无代表团通过2023年世界锦标赛或2023年至2024年蹦床世界杯系列赛获得任一性别的席位时才会提供席位。 每个大洲资格赛最多仅分配一个席位，不分性别。 决定各大洲资格赛席位所属性别的方式为：首先计算2023年世界锦标赛对应性别个人网上项目资格赛第二轮前12名选手的平均分，再算出对应大洲锦标赛男子首名和女子首名选手的决赛分数与对应性别世界锦标赛平均分之差，平均分之差更优先的性别优先获得席位。 任何空出的席位都会根据2023年至2024年蹦床世界杯系列赛对应性别项目的积分排名递补。 |
| 2024年大洋洲体操锦标赛                                      | 首名       | 0个男子参赛名额 0个女子参赛名额   | —                                                                                            | — | 各大洲资格赛仅当对应大洲无代表团通过2023年世界锦标赛或2023年至2024年蹦床世界杯系列赛获得任一性别的席位时才会提供席位。 每个大洲资格赛最多仅分配一个席位，不分性别。 决定各大洲资格赛席位所属性别的方式为：首先计算2023年世界锦标赛对应性别个人网上项目资格赛第二轮前12名选手的平均分，再算出对应大洲锦标赛男子首名和女子首名选手的决赛分数与对应性别世界锦标赛平均分之差，平均分之差更优先的性别优先获得席位。 任何空出的席位都会根据2023年至2024年蹦床世界杯系列赛对应性别项目的积分排名递补。 |
| 主辦國 · 2017年9月13日 · 秘魯利马                           | 不適用     | 0个男子参赛名额 0个女子参赛名额   | —                                                                                            | — | 如果主办国未能通过其他途径获得任何蹦床席位，该国可在资格赛全部结束后拥有一个参赛名额，不分性别。 在2023年世界锦标赛资格赛第二轮中排名更高的法国选手优先帮助该国取得主办国席位，若该国在资格赛第二轮的最高排名一致，则该国在2023年世界锦标赛网上项目参赛人数较多的性别优先获得主办国席位。 只有参加过国际体操联合会指定赛事的法国选手才有资格获得主办国席位。 空出的主办国席位会根据2023年至2024年蹦床世界杯系列赛相应项目的名次递补。                                                           |
| 外卡                                                        | 不適用     | 0个男子参赛名额 0个女子参赛名额   | —                                                                                            | — | 国际体操联合会在蹦床项目上仅分配一个外卡名额，不分性别。 各个有资格申请外卡的国家/地区奥委会需要于2023日10月1日或之前提交提名名单。 只有参加过国际体操联合会指定赛事的选手才有机会获得外卡资格。 空出的外卡席位会根据2023年至2024年蹦床世界杯系列赛相应项目的名次递补。 |
| 總數                                                        |            |                                   | 16                                                                                           | 16 | |

## 赛程
以下是体操项目的具体赛程安排：
| Q | 资格赛 | F | 决赛 |

| 竞技体操     |   |   |   |   |   |   |   |   |   |   |   |  |  |   |   |   |
| 男子团体全能 | Q |   | F |   |   |   |   |   |   |   |   |  |  |   |   |   |
| 男子个人全能 | Q |   |   |   | F |   |   |   |   |   |   |  |  |   |   |   |
| 男子自由体操 | Q |   |   |   |   |   |   |   | F |   |   |  |  |   |   |   |
| 男子鞍马     | Q |   |   |   |   |   |   |   | F |   |   |  |  |   |   |   |
| 男子吊环     | Q |   |   |   |   |   |   |   |   | F |   |  |  |   |   |   |
| 男子跳马     | Q |   |   |   |   |   |   |   |   | F |   |  |  |   |   |   |
| 男子双杠     | Q |   |   |   |   |   |   |   |   |   | F |  |  |   |   |   |
| 男子单杠     | Q |   |   |   |   |   |   |   |   |   | F |  |  |   |   |   |
| 女子团体全能 |   | Q |   | F |   |   |   |   |   |   |   |  |  |   |   |   |
| 女子个人全能 |   | Q |   |   |   | F |   |   |   |   |   |  |  |   |   |   |
| 女子跳马     |   | Q |   |   |   |   |   |   | F |   |   |  |  |   |   |   |
| 女子高低杠   |   | Q |   |   |   |   |   |   |   | F |   |  |  |   |   |   |
| 女子平衡木   |   | Q |   |   |   |   |   |   |   |   | F |  |  |   |   |   |
| 女子自由体操 |   | Q |   |   |   |   |   |   |   |   | F |  |  |   |   |   |
| 艺术体操     |   |   |   |   |   |   |   |   |   |   |   |  |  |   |   |   |
| 女子个人全能 |   |   |   |   |   |   |   |   |   |   |   |  |  | Q | F |   |
| 女子团体全能 |   |   |   |   |   |   |   |   |   |   |   |  |  |   | Q | F |
| 蹦床         |   |   |   |   |   |   |   |   |   |   |   |  |  |   |   |   |
| 男子个人     |   |   |   |   |   |   | Q | F |   |   |   |  |  |   |   |   |
| 女子个人     |   |   |   |   |   |   | Q | F |   |   |   |  |  |   |   |   |

## 参赛代表团
以下代表团获得体操项目的参赛资格：
- 阿塞拜疆（1）
- 巴西（6）
- 保加利亚（7）
- 加拿大（5）
- 中国（16）
- 哥伦比亚（1）
- （1）
- 西班牙（7）
- 法国（10）
- 英国（10）
- 德国（7）
- 中国香港（1）
- 匈牙利（1）
- 意大利（7）
- 以色列（6）
- 日本（5）
- 罗马尼亚（1）
- 斯洛文尼亚（1）
- 中华台北（2）
- 乌克兰（6）
- 美国（10）
- （1）

## 奖牌榜
| 排名                      | 国家 / 地区               | 金牌 | 銀牌 | 銅牌 | 总计 |
| ------------------------- | ------------------------- | ---- | ---- | ---- | ---- |
| 1                         | 中国（CHN）               | 3    | 6    | 3    | 12   |
| 2                         | 美国（USA）               | 3    | 1    | 5    | 9    |
| 3                         | 日本（JPN）               | 3    | 0    | 1    | 4    |
| 4                         | 菲律宾（PHI）             | 2    | 0    | 0    | 2    |
| 5                         | 巴西（BRA）               | 1    | 2    | 1    | 4    |
| 6                         | 意大利（ITA）             | 1    | 1    | 3    | 5    |
| –                         | 个人中立运动员（AIN）     | 1    | 1    | 0    | 2    |
| 7                         | 英国（GBR）               | 1    | 0    | 2    | 3    |
| 8                         | 阿尔及利亚（ALG）         | 1    | 0    | 0    | 1    |
| 8                         | 德国（GER）               | 1    | 0    | 0    | 1    |
| 8                         | 爱尔兰（IRL）             | 1    | 0    | 0    | 1    |
| 11                        | 以色列（ISR）             | 0    | 2    | 0    | 2    |
| 12                        | 亚美尼亚（ARM）           | 0    | 1    | 0    | 1    |
| 12                        | 保加利亚（BUL）           | 0    | 1    | 0    | 1    |
| 12                        | 哥伦比亚（COL）           | 0    | 1    | 0    | 1    |
| 12                        | （KAZ）                   | 0    | 1    | 0    | 1    |
| 12                        | 乌克兰（UKR）             | 0    | 1    | 0    | 1    |
| 17                        | 加拿大（CAN）             | 0    | 0    | 1    | 1    |
| 17                        | 希腊（GRE）               | 0    | 0    | 1    | 1    |
| 17                        | 罗马尼亚（ROM）           | 0    | 0    | 1    | 1    |
| 17                        | 中华台北（TPE）           | 0    | 0    | 1    | 1    |
| 总计（共20个国家 / 地区） | 总计（共20个国家 / 地区） | 18   | 18   | 19   | 55   |

## 奖牌得主

### 竞技体操

#### 男子
| 項目              | 金牌                                                           | 金牌                       | 银牌                                                   | 银牌                       | 铜牌                                                                               | 铜牌                       |
| 团体全能 （詳細） | 日本（JPN） · 橋本大輝 · 萱和磨 · 岡慎之助 · 杉野正堯 · 谷川航 | 259.594分                  | 中国（CHN） · 刘洋 · 苏炜德 · 肖若腾 · 张博恒 · 邹敬园 | 259.062分                  | 美国（USA） · 汤健华 · 保罗·朱达 · 布罗迪·马隆 · 斯蒂芬·内多罗西克 · 弗雷德·理查德 | 257.793分                  |
| 个人全能 （詳細） | 岡慎之助 · 日本（JPN）                                         | 86.832分                   | 张博恒 · 中国（CHN）                                   | 86.599分                   | 肖若腾 · 中国（CHN）                                                               | 86.364分                   |
|                   |                                                                |                            |                                                        |                            |                                                                                    |                            |
| 自由体操 （詳細） | 卡洛斯·埃德里尔·尤洛 · 菲律宾（PHI）                           | 15.000分                   | 阿爾喬姆·多爾戈皮亞特 · 以色列（ISR）                  | 14.966分                   | 傑克·賈曼 · 英国（GBR）                                                            | 14.933分                   |
| 鞍马 （詳細）     | 里斯·麥克萊納根 · 爱尔兰（IRL）                                | 15.533分                   | 納里曼·庫爾班諾夫 · （KAZ）                            | 15.433分                   | 史蒂芬·內多羅西克 · 美国（USA）                                                    | 15.300分                   |
| 吊环 （詳細）     | 刘洋 · 中国（CHN）                                             | 15.300分                   | 邹敬园 · 中国（CHN）                                   | 15.233分                   | 埃莱夫塞里奥斯·佩特鲁尼亚斯 · 希腊（GRE）                                          | 15.100分                   |
| 跳马 （詳細）     | 卡洛斯·埃德里尔·尤洛 · 菲律宾（PHI）                           | 15.116分                   | 阿尔图尔·达夫强 · 亚美尼亚（ARM）                      | 14.966分                   | 哈里·赫普沃思 · 英国（GBR）                                                        | 14.949分                   |
| 双杠 （詳細）     | 邹敬园 · 中国（CHN）                                           | 16.200分                   | 伊利亞·科夫頓 · 乌克兰（UKR）                          | 15.500分                   | 岡慎之助 · 日本（JPN）                                                             | 15.300分                   |
| 单杠 （詳細）     | 岡慎之助 · 日本（JPN）                                         | 14.533分 （完成分：8.633） | 安赫尔·巴拉哈斯 · 哥伦比亚（COL）                      | 14.533分 （完成分：7.933） | 张博恒 · 中国（CHN）唐嘉鴻 · 中华台北（TPE）                                       | 13.966分 （完成分：7.446） |

#### 女子
| 項目              | 金牌                                                                            | 金牌      | 银牌                                                                                                  | 银牌      | 铜牌 | 铜牌      |
| 团体全能 （詳細） | 美国（USA） · 西蒙·拜爾斯 · 傑德·凱里 · 喬丹·切爾斯 · 蘇妮薩·李 · 赫兹莉·里韦拉 | 171.296分 | 意大利（ITA） · 安杰拉·安德烈奥利 · 阿莉切·达马托 · 马妮拉·埃斯波西托 · 埃莉萨·约里奥 · 焦尔吉娅·维拉 | 165.494分 | 巴西（BRA） · 麗貝卡·安得拉迪 · 杰德·巴尔博扎 · 洛拉娜·奥利韦拉 · 弗拉维娅·洛佩斯·萨赖瓦 · 茹利娅·苏亚雷斯 | 164.497分 |
| 个人全能 （詳細） | 西蒙·拜爾斯 · 美国（USA）                                                       | 59.131分  | 麗貝卡·安得拉迪 · 巴西（BRA）                                                                         | 57.932分  | 苏妮萨·李 · 美国（USA）                                                                                    | 56.465分  |
|                   |                                                                                 |           | |           | |           |
| 跳马 （詳細）     | 西蒙·拜爾斯 · 美国（USA）                                                       | 15.300分  | 麗貝卡·安得拉迪 · 巴西（BRA）                                                                         | 14.966分  | 傑德·凱里 · 美国（USA）                                                                                    | 14.466分  |
| 高低杠 （詳細）   | 凯利娅·内穆尔 · 阿尔及利亚（ALG）                                               | 15.700分  | 邱祺缘 · 中国（CHN）                                                                                  | 15.500分  | 苏妮萨·李 · 美国（USA）                                                                                    | 14.800分  |
| 平衡木 （詳細）   | 阿莉切·達馬托 · 意大利（ITA）                                                   | 14.366分  | 周雅琴 · 中国（CHN）                                                                                  | 14.100分  | 馬妮拉·埃斯波西托 · 意大利（ITA）                                                                          | 14.000分  |
| 自由体操 （詳細） | 麗貝卡·安得拉迪 · 巴西（BRA）                                                   | 14.166分  | 西蒙·拜爾斯 · 美国（USA）                                                                             | 14.133分  | 安娜·伯尔博苏 · 罗马尼亚（ROU）                                                                            | 13.700分  |

### 艺术体操
| 項目              | 金牌                                                     | 金牌      | 银牌                                                                                                | 银牌      | 铜牌                                                                                                | 铜牌      |
| 个人全能 （詳細） | 达尔娅·瓦尔福洛梅耶夫 · 德国（GER）                      | 142.850分 | 博莉婭娜·卡萊因 · 保加利亚（BUL）                                                                   | 140.600分 | 索菲娅·拉法埃利 · 意大利（ITA）                                                                     | 136.300分 |
| 团体全能 （詳細） | 中国（CHN） · 郭崎琪 · 郝婷 · 黄张嘉洋 · 王澜静 · 丁欣怡 | 69.800分  | 以色列（ISR） · 奥菲尔·沙哈姆 · 迪亚娜·斯韦尔佐夫 · 阿达尔·弗里德曼 · 罗米·帕里茨基 · 沙妮·巴卡诺夫 | 68.850分  | 意大利（ITA） · 馬丁娜·琴托凡蒂 · 阿涅塞·杜兰蒂 · 阿莱西娅·毛雷利 · 達妮埃拉·莫古雷安 · 劳拉·帕里斯 | 68.100分  |

### 蹦床
| 項目              | 金牌                                      | 金牌     | 银牌                                              | 银牌     | 铜牌                          | 铜牌     |
| 男子个人 （詳細） | 伊萬·利特維諾維奇 · 个人中立运动员（AIN） | 63.090分 | 王梓赛 · 中国（CHN）                              | 61.890分 | 严浪宇 · 中国（CHN）          | 60.950分 |
| 女子个人 （詳細） | 布里奧尼·佩吉 · 英国（GBR）               | 56.480分 | 维奥莱塔·博尔季洛夫斯卡娅 · 个人中立运动员（AIN） | 56.060分 | 索菲安·梅托特 · 加拿大（CAN） | 55.650分 |